# Еволенко, Дарья Никаноровна
Дарья Никаноровна Еволенко (1909, село Луговое, Туркестанский край — лето 1993, село Кулан, Жамбылская область) — колхозница, Герой Социалистического Труда (1948).

## Биография
Родилась 1 марта 1909 года в селе Луговое, Туркестанский край (сегодня — село Кулан, Рыскуловский район, Жамбылская область, Казахстан). В 1940 году вступила в колхоз «Восток» Луговского района Джамбульской области. Первоначально работала рядовой колхозницей. В 1944 году была назначена звеньевой полеводческого звена.
В 1945 году полеводческое звено под руководством Дарьи Еволенко собрало с участка площадью 4,5 гектаров по 328 центнеров сахарной свеклы. В 1946 году было собрано 396 центнеров сахарной свеклы с участка площадью 5,4 гектаров. В 1947 году звено собрало 613 центнеров сахарной свеклы с участка площадью 5,6 гектаров. За этот доблестный труд Дарья Еволенко была удостоена в 1948 году звания Героя Социалистического Труда.
Во время Великой Отечественной войны, несмотря на нехватку трудовых ресурсов, обеспечивала высокие урожаи сельскохозяйственных культур, в особенности сахарной свёклы и зерна.

## Трудовые достижения
В 1947 году звено под её руководством получило урожай сахарной свёклы 550 центнеров с гектара на площади 3 гектара, что стало одним из лучших показателей по области.

Указом Президиума Верховного Совета СССР от 28 марта 1948 года за получение высокого урожая сахарной свёклы Дарье Никаноровне Еволенко присвоено звание Героя Социалистического Труда с вручением ордена Ленина и золотой медали «Серп и Молот».

## Награды
- Герой Социалистического Труда (1948);
- Орден Ленина (1948);
- Медаль «За доблестный труд в Великой Отечественной войне 1941—1945 гг.».